# Vickers Wellington
Wellington er et 2-motors britisk bombefly, bygget af Vickers.
Vickers Wellington blev anvendt under 2. verdenskrig, hvor RAF anvendte det til natlige bombetogter over Tyskland og de besatte lande.

| Luftfart | Spire Denne artikel om flyvning er en spire som bør udbygges. Du er velkommen til at hjælpe Wikipedia ved at udvide den. |

- Wikimedia Commons har flere filer relateret til Vickers Wellington